# هارفي جونز (لاعب كرة قدم أمريكية)
هارفي جونز (بالإنجليزية: Harvey Jones)‏ هو لاعب كرة قدم أمريكية أمريكي، ولد في 15 أبريل 1921 في بومونت في الولايات المتحدة، وتوفي في 13 ديسمبر 1998.

## وصلات خارجية
- هارفي جونز على موقع مرجع كرة القدم المحترفة.كوم (الإنجليزية)